# Stylosanthes macrocarpa
Stylosanthes macrocarpa är en ärtväxtart som beskrevs av Sidney Fay Blake. Stylosanthes macrocarpa ingår i släktet Stylosanthes och familjen ärtväxter. Inga underarter finns listade i Catalogue of Life.